# Трацки, Альфонс
Блаженный Альфонс Трацки (2 декабря 1896 — 18 июля 1946) — албанский католический священник немецкого происхождения, который умер как христианский мученик в результате религиозных преследований режимом Энвера Ходжи в коммунистической Албании.

## Биография
Трацки родился в Блыщиц, Германская Империя (ныне Польша) 2 декабря 1896 года. Сын Иосифа Трацкого и его жены Марты, урождённой Шрамм. Альфонс вырос в деревне в верхней Силезии. В школьные годы он познакомился с Братьями Христианской Школы. Он просил, чтобы его приняли в сообщество провинциальной школы в Вене в возрасте 14 лет. Он был принят, и после двух лет новициата стал членом 16 августа 1913 и был наречён Гебхардом. Он был послан в Албанию до первой мировой войны и преподавал в Хаверианском колледже в Шкодере. В начале войны он вернулся в родную деревню. Он служил в армии в течение двух лет. Во время войны он выполнил свои клятвы. После войны он вернулся в Шкодер, где изучал философию и теологию. Он был рукоположён в священники 14 июня 1925 года Лазэром Мхеда, архиепископом Шкодера. Он осуществлял свое служение в Северной Албании, обучал в школах и организовывал спортивные мероприятия для молодежи.
Трацки стал капелланом в соборе Святого Стефана в Шкодере. Он основал католическую молодёжную организацию Вирибус унитис («Общими усилиями»). После своей службы капелана, он стал приходским священником в Велипойе. Зеф Плум в своих мемуарах «жить, чтобы рассказать» описал Трацки как «хорошего священника внесшего значительный вклад в воспитание других священников, таких как Великоумченик Эйел Дед». Кроме того, он принимал активное участие в ликвидации Гьямармы (Обычай кровной мести в Северной Албании), предлагая христианское мирное решение конфликтов.
Коммунистические партизаны Энвера Ходжа воевали против итальянских и немецких оккупантов. Албанская Коммунистическая партия, придя к власти, возбудила уголовные дела на бывших правителей, которые полностью состояли из католиков. Петер Арбнори писал, что Трацки присоединился к анти-коммунистической группе «Фрайшарла» в горах. Когда Трацки совершил помазание смертельно раненого солдата, то был арестован. Он был в тюрьме в Шкодере с 13 февраля 1946 года, и был приговорен к смерти на 17 июля из-за совершения незаконного религиозного обряда. Был казнен 18 июля 1946 года. По словам очевидцев, его последними словами были: «… Я не жалею, что умираю, поскольку я умираю вместе с моими братьями, я внес свой вклад, так же, как они, ради вашего же блага, и для религии Христа».
Беатифицирован 5 ноября 2016 года вместе с другими мучениками Албании, Трацки почитается как мученик Католической церкви и поминал с другими мучениками Албании на 18 июля, в день его казни.

### Комментарии
1. ↑  According to Arbnori, the charges were: preparation of an Austrian occupation of Albania, founding of a pro-fascist association, and recruitment of a person for the Gestapo.